# To Cur, with Love
«To Cur, with Love» (укр. «Дворняжці, з любов'ю») — восьма серія двадцять четвертого сезону мультсеріалу «Сімпсони», прем'єра якої відбулась 16 грудня 2012 року у США на телеканалі «Fox».

## Сюжет
На премії Монтгомері Бернса у галузі альтернативної енергетики професор Фрінк демонструє свій новий винахід — автомобіль, який працює від звукових хвиль. Однак, через надмірні захоплені (а згодом панічні) вигуки натовпу Фрінк втрачає управління і врізається в будинок престарілих, через що там починається пожежа.
Дідусь Ейб на деякий час переселяється до Сімпсонів. Мардж, Барт і Ліса вирушають допомогти дідусеві переїхати, але Гомер вдає, що у нього болить спина, в результаті чого залишається вдома.
Гомер захоплюється новою грою на планшеті — «Villageville», де потрібно побудувати своє село. Довго граючи, Гомер не звертає уваги на Маленького Помічника Санти, і, коли приходить решта Сімпсонів, виявляється, що пес раптово зник. Згодом його знаходять на кухні в шафі під раковиною.
Ліса і Барт вважають, що Гомер не любить Помічника Санти. Гомер говорить, що це через те, що в нього ніколи не було пса. Однак, Ейб згадує про «Бонго», що несподівано змушує Гомера впасти в істерику…
Дідусь розповідає, що Бонго був песиком Гомера у дитинстві, і обоє були дуже прив'язані. Якось під час кампанії на підтримки атомної станції, містер Бернс образив Гомера, а Бонго у відповідь напав на Монті. Розлючений, Бернс зажадав упіймати і вбити Бонго. Щоб врятувати життя Бонго та Гомера, Ейб відправив пса на ранчо їх колишньої сусідки міс Віоли. Це спустошило Гомера, і змусило дідуся страждати і від гніву сина, і від Бернса, який таки покарав Ейба, змусивши трохи попрацювати на багатія.
У теперішньому часі Гомер і досі ображаений на батька, оскільки, що він ніколи не побачить Бонго, а що Бонго ніколи не згадає Гомера. Згодом Ейб показує Гомеру фотографію старшого Бонго, який відпочиває на старій толстовці, яку Гомер подарував на прощання. Гомер намагається заперечити правду, але врешті-решт розплакався, коли зрозумів, що його батько зробив щось благородне для нього і страждав за це. Гомер одразу ж мириться з батьком і Помічником Санти.
Наступної ночі всі троє, обійнявшись, сплять на дивані, і Гомеру сниться, що він вигулює Маленького Помічника Санти в парку, зустрівши там себе в дитинстві і Бонго.

### Монтгомері Бернс про «фіскальну прірву»
Під час прем'єрного показу серії у США перед кінцевими титрами містер Бернс веде сумну (для нього) розмову зі Смізерсом, де вони визнають, що Мітт Ромні програв президентські вибори 2012 року, а потім пояснює фіскальне провалля своїми словами. Коли за результатами опитування Бернс двічі викликає гнів у глядачів, він наказує розбити камеру і стратити оператора…

## Виробництво
3 січня 2013 року на «Pinterest» було розміщено ескізи, розкадрування, аніматик та повнокольорові зображення трьох сцен серії.
Оригінал кліпу [Архівовано 9 липня 2021 у Wayback Machine.] «Montgomery Burns Explains the „Fiscal Cliff“» вийшов на YouTube 4 грудня 2012 року, через місяць після президентських виборів. Під час повторних показів цієї серії цей кліп було виключено і, для збереження довжини серії, вставлено на початку диванний прикол Білла Плімптона із серії 23 сезону «Beware My Cheating Bart». Іноді під час міжнародного синдикаційного показу, кліп вирізають через його неактуальність.

## Ставлення критиків і глядачів

### Прем'єрний показ
Під час прем'єри серію переглянули 3,77 млн осіб з рейтингом 1.7, що зробило її найменш популярною серією загалом на той час.
Причиною цього є траур через стрілянину у школі Сенді-Хук 14 грудня. В результаті, показ нових епізодів інших мультсеріалів на «Fox» було скасовано, а у часовий період «Сімпсонів» на Східному узбережжі США «To Cur, with Love» було замінено репортажем новин зі зверненням Президента Барака Обами з нагоди трауру. Однак, при цьому епізод таки став найпопулярнішим шоу на каналі «Fox» тієї ночі.
Також серія стала першою в серіалі, що отримала вищі рейтинги при повторному показі (23 грудня, через тиждень після прем'єри, о 20:30), ніж у день прем'єри. Тоді серія здобула 4,88 млн осіб і рейтинг 2.1, хоча і не стала найпопулярнішою тієї ночі.

### Критика
Роберт Девід Салліван з «The A.V. Club» дав серії оцінку C, сказавши, що «це чергова подорож у минуле — без великої кількості атрибутів періоду, над якими можна посміятись — це схоже на марнування часу»
Водночас, Тереза Лопес з «TV Fanatic» дала серії чотири з п'яти зірок, сказавши:
|  | Це не була ідеальна серія, але, водночас, жоден з епізодів останнього десятиліття не міг справді кваліфікуватися як такий. Одне головне, що мене турбувало, — це відсутність послідовності… Дует батько-син [Ейба і Гомера] завжди, здається, має якесь непорозуміння зі своїм минулим, що спричинило їхні безглузді стосунки. Знову і знову вони обробляють це і обіцяють бути ближчими. Однак, знову і знову виявляється, що якийсь інший інцидент є справжньою проблемою у їхніх стосунках. |

Згідно з голосуванням на сайті The NoHomers Club більшість фанатів оцінили серію на 4/5 із середньою оцінкою 3,73/5.